# Rodopi (obchtina)
Rodopi (bulgare : Родопи) est une obchtina de l'oblast de Plovdiv en Bulgarie.